# Um Dia a Mais (álbum de Novo Som)
Um Dia a Mais é o nono álbum de estúdio, da banda Novo Som lançado em 2002.
Um Dia a Mais vendeu mais de sessenta mil cópias e também marca a saída de Lenilton, baixista e principal compositor da banda.

## Faixas
1. Um Dia a Mais - 03:46 (Joey Summer e Daniel Lamas)
2. Voz do Coração - 04:29 (Mito e Lenilton)
3. Infinitamente... - 03:51 (Lenilton)
4. Só Depende de Você - 03:58 (Mito e Lenilton)
5. Sempre é Possível - 03:47 (Lenilton)
6. Renascer - 05:24 (Juninho Serra e Ivan de Souza)
7. Não Vou Desistir - 04:00 (Mito e Lenilton)
8. Deixa Deus Te Amar - 03:17 (Mito e Lenilton)
9. É Tão Pouco Dizer que Te Amo - 04:27 (Lenilton)
10. Eu Tenho Você - 03:45 (Lenilton)

## Créditos
- Produção Musical: Novo Som e Wagner Carvalho
- Voz: Alex Gonzaga
- Teclados, Synth Bass na faixa 6 e Vocal: Mito
- Guitarra, Violão e Vocal: Joey Summer
- Baixo, Piano na faixa 10 e Vocal: Lenilton
- Bateria: Geraldo Abdo
- Sound Designer, Programação e Percussão: Wagner Carvalho
- Sax Tenor e Sax Alto: Marcos Bonfim
- Trompete: Marlon
- Trombone: Robson Olicar